# James Dudley
James Dudley (Baltimore, 12 mei 1910 – Washington D.C., 1 juni 2004) was een Amerikaans professioneel worstelmanager en professioneel worstelexecutive. James werd bekend bij World Wide Wrestling Federation.

## In worstelen
- Worstelaars managed
  - Bobo Brazil

## Kampioenschappen en prestaties
- World Wrestling Federation
  - WWF Hall of Fame (Class of 1994)